# Robinsonia mera
Robinsonia mera är en fjärilsart som beskrevs av William Schaus 1910. Robinsonia mera ingår i släktet Robinsonia och familjen björnspinnare. Inga underarter finns listade.